# Jurij Šubic
Jurij Šubic, slovenski slikar, * 13. april 1855, Poljane nad Škofjo Loko, † 8. september 1890, Leipzig, Nemčija.
Jurij je bil sin slovenskega slikarja Štefana Šubica in brat Janeza Šubica. Rodbina Šubic iz Poljanske doline je imela več generacij podobarjev, slikarjev, arhitektov (Vladimir Šubic: Nebotičnik). Jurij velja za prvega slovenskega slikarja, ki je ustvarjal tudi pod francoskim vplivom. Med bivanjem v Normandiji in Parizu je spoznal pleneristično slikarstvo in problem upoštevanja naravne svetlobe. Med njegova najbolj znana dela spadajo oljne slike Pred lovom, Portret Ivana Tavčarja, Obiskovanja...

## Življenje in delo
Rodil se je očetu Štefanu in materi Ani (rojena Kisovic).
Sprva se je šolal v očetovi delavnici v Poljanski dolini, nato pa na umetnostni akademiji na Dunaju. Živel in delal je na Avstrijskem, Moravskem, v Atenah, Franciji, zlasti v Parizu in Normandiji in tudi doma. Slikal je portrete, krajine, alegorije, prizore iz vsakdanjega življenja, oltarne in druge nabožne podobe itd. Bil je freskant, risar, ilustrator. Pogosto je pomagal raznim tujim slikarjem pri slikanju velikih platen. Posebej se je posvečal prikazu učinkov sončne svetlobe. Bil je med našimi vodilnimi slikarji realisti. Njegove nabožne podobe so med drugimi v Sorici, Poljanah, na Križni Gori, v cerkvi sv. Jakoba v Ljubljani; njegove dekoracije krase Schliemannovo palačo v Atenah (Iliou Mélathron), v Narodnem muzeju v Ljubljani pa je njegova velika alegorična podoba štirih genijev: Umetnosti, Zgodovine, Prirodoslovja in Starinoslovja.
Med prvimi je o njem in bratu Janezu med obema vojnama pisal France Mesesnel. Leta 2018 so v Narodni galeriji pripravili razstavo o Juriju Šubicu, ki je gostovala v Atenah, v Schliemanovi palači.
- Pred lovom (olje na platnu, 1883; hrani NGS)
- Hiša v Normandiji (olje na platnu, 1882; hrani NGS)
- Freska v Narodnem muzeju (1885-88)